# Valeska Jakobasch
Valeska Jakobasch (* 23. November 1912 in St. Andreasberg, Todesdatum unbekannt) war eine deutsche Politikerin.
Jakobasch arbeitete 1945 im Werk Mückenberg in verschiedenen Funktionen. 1949 wurde sie Sekretärin der SED-Betriebsgruppe, dann Sekretärin in der Braunkohlenverwaltung in Lauchhammer, später gehörte sie dem Landesverband des Demokratischen Frauenbundes Deutschlands an. 1951 war sie Kreisvorsitzende des DFD.
Von 1950 bis 1952 gehörte sie dem Landtag von Sachsen-Anhalt an.